# Semidalis mexicana
Semidalis mexicana is een insect uit de familie van de dwerggaasvliegen (Coniopterygidae), die tot de orde netvleugeligen (Neuroptera) behoort. 
De wetenschappelijke naam Semidalis mexicana is voor het eerst geldig gepubliceerd door Meinander in 1972.